# Gmina Mieroszów
Die Gmina Mieroszów [mʲɛˈroʃuf] ist eine Stadt- und Landgemeinde im Powiat Wałbrzyski der Woiwodschaft Niederschlesien in Polen. Ihr Sitz ist die gleichnamige Stadt (deutsch Friedland in Niederschlesien) mit nahezu 4000 Einwohnern.

## Geographie
Die Gmina Mieroszów liegt im Waldenburger Bergland und grenzt im Süden an Tschechien. Die Kreisstadt Wałbrzych (Waldenburg), ist sechs Kilometer entfernt. Zu den Fließgewässern gehört die Ścinawka (Steine).

## Gliederung
Die Stadt- und Landgemeinde Mieroszów hat eine Fläche von 76,2 km² und besteht neben der Stadt selbst aus neun Dörfern mit Schulzenämtern
- Golińsk (Göhlenau)
- Kamionka (Steinau)
- Kowalowa (Schmidtsdorf) mit Ługowina (Blitzengrund), Malinowa (Fuchswinkel) und Unisław Dolny (Nieder-Waltersdorf)
- Łączna (Raspenau)
- Nowe Siodło (Neudorf)
- Różana (Rosenau)
- Rybnica Leśna (Reimswaldau)
- Sokołowsko (Görbersdorf) mit Kolonie Büttnergrund[3]
- Unisław Śląski (Langwaltersdorf)

## Verkehr
Die Landesstraße DK35 führt von Bielany Wrocławskie (Bettlern) bei Breslau zum Grenzübergang Golińsk–Starostín (Göhlenau–Neusorge). An der Bahnstrecke Boguszów-Gorce–Meziměstí bestehen noch der Bahnhof Mieroszów und der Haltepunkt Unisław Śląski. Der nächste internationale Flughafen ist Breslau.